# Championnat du Zimbabwe de football 2021-2022
Navigation
Édition précédente Édition suivante
La saison 2021-2022 du Championnat du Zimbabwe de football est la cinquante-huitième édition de la première division professionnelle au Zimbabwe à poule unique, la National Premier Soccer League. Dix-huit clubs prennent part au championnat qui prend la forme d'une poule unique où toutes les équipes se rencontrent deux fois au cours de la saison. En fin de saison, les quatre derniers du classement sont directement relégués et remplacés par les quatre vainqueurs des poules régionales de Division One. Le FC Platinum défend son titre acquis en 2019, comme le championnat 2020 n'a pas été disputé à cause de la pandémie de Covid-19.

## Déroulement de la saison
Le championnat commence le 5 novembre 2021, après la 15e journée en mai 2022 il est interrompu à cause de plusieurs incidents lors de la 12e et la 15e journée à la suite de troubles avec les spectateurs. Le championnat reprend le 28 mai 2022 avec la 16e journée.
Le Football Club Platinum remporte le championnat qui se termine en novembre 2022, c'est le quatrième titre de champion du club.

## Les clubs participants
| Nom du club                   | Ville      | Entraîneur | Stade           | Capacité | Classement 2019       |
| ----------------------------- | ---------- | ---------- | --------------- | -------- | --------------------- |
| Football Club Platinum        | Zvishavane |            | Mandava Stadium | 15 000   | 1er                   |
| Chicken Inn Football Club     | Bulawayo   |            | Luveve Stadium  | 15 000   | 2e                    |
| CAPS United                   | Harare     |            | Rufaro Stadium  | 30 000   | 3e                    |
| Ngezi Platinum Football Club  |            |            |                 |          | 4e                    |
| Manica Diamonds Football Club |            |            |                 |          | 5e                    |
| Highlanders Football Club     | Bulawayo   |            | Barbour Fields  | 40 000   | 6e                    |
| Triangle Football Club        |            |            |                 |          | 7e                    |
| ZPC Kariba Football Club      |            |            |                 |          | 8e                    |
| Dynamos Football Club Harare  | Harare     |            |                 |          | 9e                    |
| Black Rhinos Football Club    | Harare     |            | Rufaro Stadium  | 30 000   | 10e                   |
| Herentals Football Club       |            |            |                 |          | 11e                   |
| Harare City Football Club     | Harare     |            |                 |          | 12e                   |
| Bulawayo Chiefs               | Bulawayo   |            |                 |          | 13e                   |
| Yadah Stars Football Club     |            |            |                 |          | 14e                   |
| Bulawayo City Football Club   | Bulawayo   |            |                 |          | Promu de Division One |
| Tenax FC                      |            |            |                 |          | Promu de Division One |
| Whawha FC                     |            |            |                 |          | Promu de Division One |
| Cranborne Bullets             |            |            |                 |          | Promu de Division One |

## Compétition
Le barème de points servant à établir le classement se décompose ainsi :
- Victoire : 3 points
- Match nul : 1 point
- Défaite : 0 point

### Classement
| Rang | Équipe                  | Pts | J  | G  | N  | P  | Bp | Bc | Diff |
| ---- | ----------------------- | --- | -- | -- | -- | -- | -- | -- | ---- |
| 1    | FC Platinum T           | 75  | 34 | 22 | 9  | 3  | 52 | 14 | +38  |
| 2    | Chicken Inn             | 63  | 34 | 18 | 9  | 7  | 42 | 28 | +14  |
| 3    | Dynamos                 | 58  | 34 | 16 | 10 | 8  | 33 | 17 | +16  |
| 4    | Ngezi Platinum          | 55  | 34 | 14 | 13 | 7  | 46 | 19 | +27  |
| 5    | Highlanders             | 51  | 34 | 12 | 15 | 7  | 44 | 32 | +12  |
| 6    | Triangle United         | 50  | 34 | 13 | 10 | 11 | 39 | 31 | +8   |
| 7    | Bulawayo Chiefs         | 48  | 34 | 13 | 10 | 11 | 32 | 28 | +4   |
| 8    | Black Rhinos FC         | 46  | 34 | 10 | 16 | 8  | 35 | 30 | +5   |
| 9    | Herentals Football Club | 46  | 34 | 11 | 13 | 10 | 32 | 30 | +2   |
| 10   | Manica Diamonds         | 45  | 34 | 10 | 15 | 9  | 31 | 28 | +3   |
| 11   | CAPS United             | 40  | 34 | 9  | 13 | 12 | 35 | 42 | -7   |
| 12   | ZPC Kariba FC           | 39  | 34 | 9  | 12 | 13 | 23 | 29 | -6   |
| 13   | Cranborne Bullets P     | 39  | 34 | 10 | 9  | 15 | 30 | 42 | -12  |
| 14   | Yadah Stars             | 37  | 34 | 8  | 13 | 13 | 24 | 31 | -7   |
| 15   | Harare City             | 35  | 34 | 7  | 14 | 13 | 24 | 32 | -8   |
| 16   | Bulawayo City P         | 34  | 34 | 9  | 7  | 18 | 24 | 42 | -18  |
| 17   | Tenax FC P              | 30  | 34 | 7  | 9  | 18 | 19 | 55 | -36  |
| 18   | Whawha FC P             | 24  | 34 | 6  | 6  | 22 | 28 | 63 | -35  |

|  | Champion                                                                            |
|  | Qualification pour la Coupe de la confédération 2023-2024                           |
|  | Relégation en deuxième division                                                     |
|  | T : Tenant du titre C : Vainqueur de la Coupe du Zimbabwe P : Promu de Division One |

- Aucune qualification aux compétitions continentales 2022-2023.

## Bilan de la saison
| Championnat du Zimbabwe de football 2021-2022 |                                   |
| Champion                                      | Football Club Platinum (4e titre) |
| Coupes et trophées                            |                                   |
| Vainqueur de la Coupe du Zimbabwe 2021-2022   | Bulawayo Chiefs                   |
| Qualifications continentales                  |                                   |
| Ligue des champions 2023-2024                 |                                   |
| Coupe de la confédération 2023-2024           |                                   |
| Promotions et relégations                     |                                   |
| Promus en National Premier Soccer League      | Sheasham Gweru                    |
| Promus en National Premier Soccer League      | Green Fuel                        |
| Promus en National Premier Soccer League      | Simba Bhora                       |
| Promus en National Premier Soccer League      | Hwange Football Club              |
| Relégués en Division One                      | Harare City                       |
| Relégués en Division One                      | Bulawayo City                     |
| Relégués en Division One                      | Tenax FC                          |
| Relégués en Division One                      | Whawha FC                         |